# Письмо в Америку
«Письмо в Америку» (в титрах: pismo v ameriku (письмо в америку)) — короткометражный художественный фильм режиссёра Киры Муратовой, снятый в 1999 году по сценарию Сергея Четверткова, исполнившего в фильме главную роль.
В числе ещё семи фильмов Муратовой входит в список 100 лучших фильмов в истории украинского кино.

## Сюжет
Игорь, мужчина средних лет в светлом плаще, рассказывает на видеокамеру о себе («не женился, не работаю, чувствую себя хорошо») — он записывает обращение к своей знакомой, много лет назад уехавшей в Америку. Его приятель, который это снимает, говорит, что можно сказать что-то ещё, потому что ещё осталась плёнка; завтра кассету нужно передать человеку, который улетает в Нью-Йорк. Однако Игорь уходит, ссылаясь на дела.
Он приходит в квартиру, которую сдаёт молодой девушке по имени Лена. Игорь требует от Лены, которая задолжала ему за несколько месяцев, оплату за квартиру, потому что это единственный источник его дохода. Лена говорит, что сейчас у неё нет денег, и предлагает оплатить «натурой», однако Игорь отказывается. Он поливает цветы в комнате, потом уходит и сидит на лестнице, а в это время в квартире Лены из шкафа выходит, смеясь, её полуодетый любовник. Игорь решает вернуться и всё-таки вытребовать деньги. Он видит молодого человека, но Лена утверждает, что тот только что пришёл и что она пригласила его, чтобы заработать на оплату квартиры. Игорь ждёт на кухне, через некоторое время Лена приносит деньги, якобы от любовника, и обещает в ближайшем будущем вернуть остальное. Игорь уходит.
В последней сцене Игорь и его приятель продолжают запись письма-видеообращения к друзьям в Америку, которое заканчивается стихами Игоря о путешественнике, где есть такие строки:

…не тревожь нашей скуки острожной.
А вернёшься — удавим
ремешком твоей сумки дорожной.

Приятель оставляет камеру на улице, плюнув в неё («в лицо» эмигрантке). Он спрашивает, где Игорь будет ночевать, и тот говорит «Будем думать!», а на вопрос о том, прислали ли ему этот плащ из Америки, отвечает утвердительно. Затем Игорь с приятелем уходят вдаль по парку.

## В ролях
| Актёр             | Роль           |
| ----------------- | -------------- |
| Сергей Четвертков | Игорь          |
| Ута Кильтер       | Лена           |
| Николай Седнев    | приятель Игоря |
| Павел Макаров     | любовник Лены  |

## Номинации
- 1999 — Киевский международный кинофестиваль «Молодость» — конкурсная программа короткометражных художественных фильмов[3]

## Критика
Зара Абдуллаева пишет о том, что в своём коротком фильме «Муратова показала в легчайшем касании и лаконичными средствами едва ли не весь срез отношений „своего“ человека к среде (и в среде) своих фильмов»: это «Одесса с морем, торговым портом на дальнем плане, с красивой обветшавшей галереей», «подъезд дома в стиле модерн, в котором (за кадром) раздаются оперные арии и распевается певица», торчащая в шкафу у Лены «кукла — непременный атрибут муратовской среды».
Киновед Елена Стишова комментирует финальную сцену так:

Вот она, наша расейская «духовка». Наше уничижение паче гордости. Все принас, никуда не девалось. Ну не хотим мы хорошо жить, хоть режь. И после своего дуэта приятели совершенно счастливы. (…)
Ну, что тут скажешь, кроме того, что такой народ непобедим?